# Siklós
Siklós (czyt. Sziklousz) – miasto w południowych Węgrzech, najdalej wysunięte na południe, w komitacie Baranya. W I 2011 populacja wynosiła 9 732 osoby.

## Historia
W mieście znajduje się zamek. W roku 1912 urodził się tam George Mikes, brytyjski pisarz i dziennikarz węgierskiego pochodzenia.

## Zabytki
- wzniesiony w XII wieku zamek, w ciągu wieków rozbudowywany przez kolejnych właścicieli (jedną z bardziej znanych jego właścicielek była Dorottya Kanizsai)
- sanktuarium maryjne
- meczet (pozostałość po tureckim panowaniu)

## Linki zewnętrzne

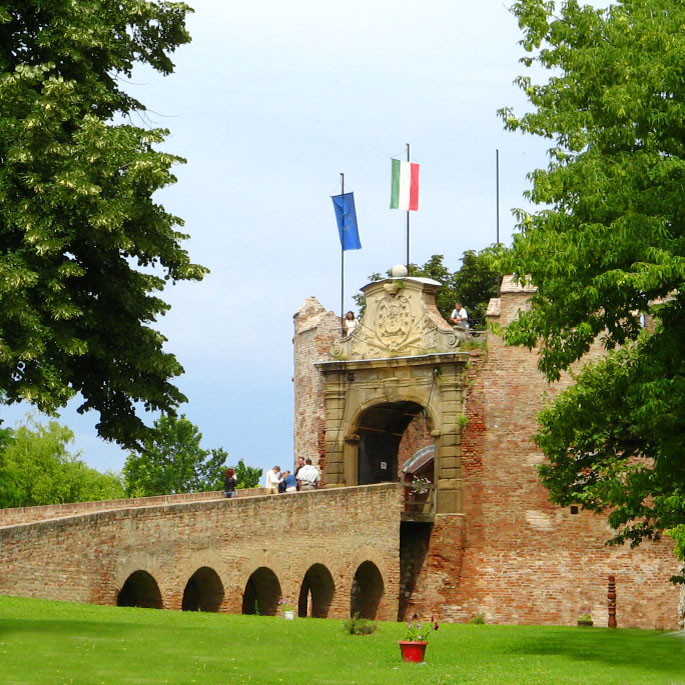
wejście do zamku

## Znani ludzie
- László Makra (1952-) klimatolog.